# Fountain Hills, Arizona
Fountain Hills är en stad (town) i Maricopa County, i delstaten Arizona, USA. Enligt United States Census Bureau har staden en folkmängd på 22 865 invånare (2011) och en landarea på 52,7 km².